# Gosford
Gosford je australské město ve státě Nový Jižní Wales. Leží 50 km na sever od Sydney v regionu Central Coast a žije zde 167 000 obyvatelů.